# Emīls Dārziņš
Emīls Dārziņš (født 22. oktober 1875 i Jaunpiebalga, Livland guvernement, Det Russiske Kejserrige, død 17. august 1910 i Riga, Det Russiske Kejserrige) var en russisk/lettisk komponist, dirigent og musikkritiker. Dārziņš arbejde bærer en særskilt romantisk karakter, med en stærk tendens til nationale temaer. Hans vigtigste musikalske forbilleder og indflydelser var Pjotr Tjajkovskij og Jean Sibelius. Dārziņš musikalske bidrag er først og fremmest vokalmusik (både for kor og solo), men han har også komponeret et stykke orkestral musik:Melankolske Vals (lettisk: Melanholiskais valsis), der har overlevet. Hans eneste opera – Rosedage  (lettisk: Rožainās dienas) – forblev ufærdig efter hans tidlige død i en alder af 34.